# Ла-Прери (тауншип, Миннесота)
Ла-Прери (англ. La Prairie) — тауншип в округе Клируотер, Миннесота, США. На 2000 год его население составило 371 человек.

## География
По данным Бюро переписи населения США площадь тауншипа составляет 277,2 км², из которых 257,9 км² занимает суша, а 19,4 км² — вода (6,99 %).

## Демография
По данным переписи населения 2000 года здесь находились 371 человек, 109 домохозяйств и 92 семьи.  Плотность населения —  1,4 чел./км².  На территории тауншипа расположено 144 постройки со средней плотностью 0,6 построек на один квадратный километр. Расовый состав населения: 22,10 % белых, 75,74 % коренных американцев и 2,16 % приходится на две или более других рас. Испанцы или латиноамериканцы любой расы составляли 2,70 % от популяции тауншипа.
Из 109 домохозяйств в 44,0 % воспитывались дети до 18 лет, в 43,1 % проживали супружеские пары, в 20,2 % проживали незамужние женщины и в 14,7 % домохозяйств проживали несемейные люди. 8,3 % домохозяйств состояли из одного человека, при том 0,9 % из — одиноких пожилых людей старше 65 лет. Средний размер домохозяйства — 3,40, а семьи — 3,47 человека.
36,9 % населения — младше 18 лет, 10,8 % — в возрасте от 18 до 24 лет, 25,3 % — от 25 до 44, 18,6 % — от 45 до 64, и 8,4 % — старше 65 лет. Средний возраст — 30 лет. На каждые 100 женщин приходилось 92,2 мужчин.  На каждые 100 женщин старше 18 приходилось 116,7 мужчин.
Средний годовой доход домохозяйства составлял 22 500 долларов, а средний годовой доход семьи —  22 813 долларов. Средний доход мужчин —  22 083  доллара, в то время как у женщин — 17 083. Доход на душу населения составил 11 949 долларов. За чертой бедности находились 38,5 % семей и 43,1 % всего населения тауншипа, из которых 53,3 % младше 18 и 59,3 % старше 65 лет.